# داون ويرث
داون ويرث (بالإنجليزية: Dawn Wirth)‏ هي مصورة أمريكية، ولدت في 1960.